# Vadod
Vadod o Warod fou el nom de dos estats tributaris protegits de l'agència de Kathiawar a la presidència de Bombai.
Un d'ells estava situat al prant de Jhalawar, format per tres pobles amb un únic propietari. La superfície era de 36 km² i la població el 1881 de 1.590 habitants. Els ingressos estimats eren de 2100 lliures i el tribut pagat de 12 lliures al Gaikwar de Baroda i de 27 lliures al nawab de Junagarh. La superfície era de 36 km² i la població el 1881 de 1.590 habitants.
L'altra estava al prant de Gohelwar, i estava format per un sol poble amb dos tributaris propietaris separats. La superfície era d'uns 6 km² i la població el 1881 de 877 habitants. Els ingressos s'estimaven en 220 lliures i un tribut de 94 lliures es pagava al Gaikwar de Baroda i de 16 lliures al nawab de Junagarh.